# Kickboxer 4
Kickboxer 4: The Aggresor es una película de acción lanzada en VHS en 1994, como parte de la saga Kickboxer, y es protagonizada por Sasha Mitchell como David Sloane.

## Argumento
Cuando David Sloan venció en el ring a Tong Po (el asesino de sus hermanos y de su mejor amigo) creyó que nunca más iba a tener noticias de él. Sin embargo, pasaron dos años desde que Sloan cayó en prisión por una emboscada que le tendió Po con asuntos relacionados al narcotráfico. Lejos de conformarse con ello, secuestró a su esposa con el objeto de provocarlo a que acepte en el futuro un nuevo desafío.
Se conoce por las autoridades que Tong Po tiene una fortaleza en los suburbios de México, y cada año convoca a los mejores luchadores de artes marciales del mundo a un torneo, en donde el vencedor se ganaría el derecho a pelear con él por un millón de dólares. Dado que la policía es incapaz de acceder a las proximidades de dicha fortaleza, se pone en libertad a David Sloan asignándole la tarea de que ingrese al torneo y atrape a Po, para ello debe clasificar en las preliminares. 
El principal problema, en particular de Sloan, es no ser reconocido por Po, por lo que ingresaría a la competencia con un nombre falso.
El objetivo de David será encontrar a su esposa y capturar a Tong Po para ganar su libertad.

## Reparto
- Sasha Mitchell es David Sloan.
- Kamel Krifa es Tong Po.
- Nicholas Guest es Casey Ford.
- Thom Mathews es Bill.
- Michele Krasnoo es Megan Laurence.
- Brad Thornton es Lando Smith.
- Deborah Mansy es Vicky.
- Jill Pierce es Darcy.
- Nicholas Anthony es Brubaker.
- Derek Partridge es Mexican Bob.
- Burton Richardson es Thomas.